# كولدو سيرا
كولدو سيرا (بالإسبانية: Koldo Serra)‏ هو كاتب سيناريو ومخرج إسباني، ولد في 15 أبريل 1975 في بلباو في إسبانيا.

## وصلات خارجية
- الموقع الرسمي
- كولدو سيرا على موقع IMDb (الإنجليزية)
- كولدو سيرا على موقع ألو سيني (الفرنسية)
- كولدو سيرا على موقع أول موفي (الإنجليزية)
- كولدو سيرا على موقع قاعدة بيانات الأفلام السويدية (السويدية)
- كولدو سيرا على موقع قاعدة بيانات الفيلم (الإنجليزية)
- كولدو سيرا على موقع كينوبويسك (الروسية)